# Qualificazioni alla CONCACAF Gold Cup 2009
Sono elencate di seguito le date e i risultati per le qualificazioni al CONCACAF Gold Cup 2009.

## Formula
40 membri CONCACAF: Stati Uniti (come paese ospitante) si qualifica direttamente alla fase finale. Rimangono 39 squadre per undici posti disponibili per la fase finale. Le squadre e i posti disponibili sono suddivisi in tre zone di qualificazione: Nord America (2 posti), Centro America (5 posti), Caraibi (4 posti).
- Zona Nord America: 2 squadre, si qualificano di diritto alla fase finale.
- Zona Centro America: 7 squadre, partecipano alla Coppa delle nazioni UNCAF 2009, le prime cinque classificate si qualificano alla fase finale.
- Zona Caraibi: 30 squadre, partecipano alla Coppa dei Caraibi 2008, le prime quattro classificate si qualificano alla fase finale.

## Zona Nord America
Canada e Messico si qualificano di diritto alla fase finale.

## Zona Centro America
La Coppa delle nazioni UNCAF 2009 mette in palio la qualificazione al torneo: Panama (prima classificata), Costa Rica (seconda classificata), Honduras (terza classificata), El Salvador (quarta classificata) e Nicaragua (quinta classificata) si qualificano alla fase finale.

## Zona Caraibi
La Coppa dei Caraibi 2008 mette in palio la qualificazione al torneo: Giamaica (prima classificata), Grenada (seconda classificata), Guadalupa (terza classificata) e Cuba (quarta classificata) si qualificano alla fase finale.
Successivamente Cuba si ritira per problemi relativi allo sviluppo in campo calcistico e alla capacità di presentare una squadra competitiva. Haiti e Trinidad e Tobago (terze classificate nei gironi della fase finale della Coppa dei Caraibi 2008) effettuano uno spareggio per determinare la squadra da qualificare per la CONCACAF Gold Cup 2009 al posto di Cuba. Haiti vince lo spareggio (ma il risultato non è noto) e si qualifica alla fase finale.